# Hans Peter Johannsen
Hans Peter Johannsen (* 22. Juni 1908 in Tingleff, Nordschleswig; † 19. März 1981 in Kollund, Aabenraa Kommune) war ein deutscher Bibliotheksdirektor, Autor und Vorsitzender des Grenzfriedensbundes.

## Leben
Nach dem Abitur am Alten Gymnasium in Flensburg studierte Johannsen Philologie, deutsche und dänische Literatur an den Universitäten Göttingen, Heidelberg, Kopenhagen und Kiel und schloss sein Studium 1932 mit der Promotion zum Dr. phil. ab. In Göttingen wurde er 1927 Mitglied im Göttinger Wingolf. Anfang 1934 übernahm er die Leitung der Zentrale der deutschen Nordmarkbüchereien und im gleichen Jahr die der Städtischen Öffentlichen Bücherei Flensburg. Bei Kriegsende befand sich Johannsen mit seiner Familie bei Verwandten in Nordschleswig. Die folgende hermetische Abriegelung der Grenze durch die Engländer machte eine Rückkehr nach Flensburg erst Anfang 1947 möglich. 1947 wurden die beiden bisherigen Leitungsaufgaben Johannsens geteilt. Die Leitung der Zentrale der Nordmarkbüchereien übernahm Franz Schriewer. Hans Peter Johannsen war bis zu seiner Pensionierung 1973 Bibliotheksdirektor der Stadtbibliothek Flensburg.
Neben seiner beruflichen Tätigkeit hat Johannsen viele Bücher zu Grenzlandthemen und Fragen der deutschen und dänischen Literatur geschrieben und herausgegeben.
Johannsens besonderer Einsatz galt der Überwindung der starken Gegensätze im deutsch-dänischen Grenzland, die sich durch den Grenzkampf und die Zeit des Nationalsozialismus zugespitzt hatten. Er gehörte 1950 zu den Gründern des Grenzfriedensbundes und war von 1953 bis 1961 Schriftleiter der Grenzfriedenshefte. Von 1961 bis 1977 war er Vorsitzender des Grenzfriedensbundes. Die 1954 erstmals stattfindenden Flensburger Tage, später deutsch-dänischen Tage gehen auf seine Initiative zurück und dienten ebenfalls dem Ziel der deutsch-dänischen Verständigung.

## Orden
- 1969 Bundesverdienstkreuz 1. Klasse
- 1978 Schleswig-Holstein-Medaille

## Publikationen (Auswahl)
- Die seelische Passivität im Roman der Jahrhundertwende und ihre innere Überwindung (1890–1910), Hadersleben, 1933
- Das Schleswig-Problem, ein Hindernis?: Verlag Heimat und Erbe, Flensburg, 1938
- Von der Elbe bis Skagen, Wolff Verlag, Flensburg, 1954
- Von der Elbe bis Skagen, Wolff Verlag, Flensburg, 1954
- Deutsche und dänische Dichter der Gegenwart, Westholsteinische Verlags-Anstalt Boyens, Heide/Holst., 1957
- Parkplätze der Literatur, Wolff Verlag, Flensburg, 1969
- Rejser i litteraturen, Hernovs Forlag, Kopenhagen, um 1973
- Sieben schleswigsche Jahrzehnte, Schleswiger Druck- und Verlagshaus, Schleswig, 1978